# Nesebar
Nesebar (Bulgaars: Несебър Nesebǎr) is een stad en een gemeente in het oosten van Bulgarije in de oblast Boergas. Ze telt ruim 13.000 inwoners (peildatum 2019). Het historische deel van de stad is gelegen op een klein schiereiland aan de Zwarte Zee. Nesebar staat op de Werelderfgoedlijst van de UNESCO.

## Geschiedenis

### Oudheid
Nesebar werd in de 6e eeuw vóór Chr. gesticht door Dorische Grieken op de plaats waar zich al in het 2de millennium vóór Chr. de Thracische nederzetting Menabria bevond. De Grieken noemden de stad Mesambria (Grieks: Μεσημβρἰα), waarvan het Slavische Nesebar is afgeleid.
In de 4de en 3e eeuw vóór Chr. was het Griekse Mesambria een belangrijke handelsstad. Na de verovering door de Romeinen in 72 na Chr. verloor ze aan belang. Resten van de Hellenistische periode zijn het Acropolis, een tempel gewijd aan Apollo, en een Agora (markt).

### Middeleeuwen
Onder de Byzantijnen tussen de 4de en de 7e eeuw beleefde de stad een nieuwe bloeiperiode. Daarna werd ze een twistappel tussen de Bulgaarse heersers en de Byzantijnen. In de 13de en 14e eeuw beleefde de stad haar beste jaren onder de Bulgaren. Dit is de periode waarin de meeste van de goed bewaarde kerken werden gebouwd.

### Ottomaanse Rijk
In 1453 werd de stad door de Ottomanen veroverd. Onder het juk van het Ottomaanse Rijk zette zich opnieuw een periode van verval in, maar de bestaande gebouwen bleven bewaard.
Het toeristische Nesebar dat wij vandaag de dag kennen, werd grotendeels gebouwd door de Ottomanen. De Ottomaanse architectuur is ook duidelijk te zien aan de historische gebouwen.

### 3de Bulgaarse Staat
Na de bevrijding van de Turken, in 1878, maakte Nesebar deel uit van de Ottomaanse provincie Oost-Roemelië, maar het kwam in 1885 tot het prinsdom Bulgarije. In 1900 telde de stad nog maar 1900 inwoners, hoofdzakelijk Grieken. Vanaf het begin van de 20e eeuw werd Nesebar een stad van Bulgaren, met een nieuw stadsdeel, dat leeft van het toerisme, terwijl de Oude Stad gerestaureerd werd. Sinds 1983 staat ze op de Werelderfgoedlijst.

## Bevolking
Op 31 december 2018 telde de stad Nesebar 13.083 inwoners, een toename van ruim 50% vergeleken met 1 maart 2001. De stad Nesebar is daarmee een van de snelst groeiende steden in Bulgarije, terwijl de rest van het land met een bevolkingsafname heeft te kampen. Tevens groeien de nabijgelegen steden Sveti Vlas (in 2006 tot stad uitgeroepen) en Obzor (in 1984 tot stad uitgeroepen) ook in een rap tempo.
| Nesebar          | 2.065  | 2.286  | 2.333  | 3.976  | 6.780  | 8.224  | 8.604  | 8.677  | 10.143 | 13.600 |
| Sveti Vlas       | 553    | 662    | 656    | 804    | 1.000  | 1.375  | 1.824  | 1.895  | 2.691  | 4.097  |
| Obzor            | 1.278  | 1.477  | 1.520  | 1.773  | 1.853  | 2.015  | 2.032  | 1.970  | 2.117  | 2.423  |
| Platteland       | 7.942  | 9.101  | 9.294  | 7.723  | 6.903  | 6.572  | 6.411  | 6.581  | 7.397  | 8.848  |
| gemeente Nesebar | 11.838 | 13.526 | 13.803 | 14.276 | 16.542 | 18.186 | 18.871 | 19.113 | 22.348 | 28.968 |

#### Etnische samenstelling
In de stad Nesebar wonen voornamelijk etnische Bulgaren (94%), gevolgd door Bulgaarse Turken (4%) en een kleine groep etnische Roma. In de gemeente Nesebar vormen Bulgaren 90% van de bevolking, Bulgaarse Turken 6% en de Roma 3%. De Roma wonen hoofdzakelijk in het dorp Orizare (30%), terwijl Bulgaarse Turken vooral woonachtig zijn in de dorpen Tankovo (38%) en Gjoeljovtsa (31%). In de overige nederzettingen wonen uitsluitend etnische Bulgaren.
| Etnische groep   | volkstelling 1992 | volkstelling 1992 | volkstelling 2001 | volkstelling 2001 | volkstelling 2011 | volkstelling 2011 | volkstelling 2011  |
| Etnische groep   | Aantal            | %                 | Aantal            | %                 | Aantal            | % (totaal)        | % (gespecificeerd) |
| ---------------- | ----------------- | ----------------- | ----------------- | ----------------- | ----------------- | ----------------- | ------------------ |
| Bulgaren         | 17.614            | 93,33             | 17.081            | 89,28             | 18.367            | 82,19             | 89,54              |
| Turken           | 738               | 3,91              | 985               | 5,15              | 1.240             | 5,55              | 6,04               |
| Roma             | 307               | 1,63              | 453               | 2,37              | 565               | 2,53              | 2,75               |
| Andere groepen   | 212               | 1,12              | 164               | 0.86              | 199               | 0,89              | 0,97               |
| Onbekend         | .                 | .                 | 372               | 1,94              | 140               | 0,63              | 0,68               |
| Ongespecificeerd | .                 | .                 | 58                | 0,30              | 1.837             | 8,22              | .                  |
| Totaal           | 18.871            | 100,00            | 19.133            | 100,00            | 22.348            | 100,00            | 100,00             |

#### Religie
De meest recente volkstelling is afkomstig uit februari 2011 en was optioneel. Het overgrote deel van de bevolking gaf toen aan tot de Bulgaars-Orthodoxe Kerk te behoren (83,3%). De rest van de bevolking bestond uit moslims (4,3%), mensen zonder religie (3,3%), protestanten (1,0%) en katholieken (0,6%). Zo'n 7,6% van de bevolking heeft liever geen antwoord willen geven tijdens de volkstelling of heeft een andere religie.
| Religieuze samenstelling in februari 2011 | Religieuze samenstelling in februari 2011 | Religieuze samenstelling in februari 2011 | Religieuze samenstelling in februari 2011 | Religieuze samenstelling in februari 2011 |
| ----------------------------------------- | ----------------------------------------- | ----------------------------------------- | ----------------------------------------- | ----------------------------------------- |
|                                           |                                           |                                           |                                           |                                           |
| Bulgaars-Orthodoxe Kerk                   | Bulgaars-Orthodoxe Kerk                   |                                           | 83,25%                                    | 83,25%                                    |
| Katholieke Kerk                           | Katholieke Kerk                           |                                           | 0,56%                                     | 0,56%                                     |
| Protestantisme                            | Protestantisme                            |                                           | 0,97%                                     | 0,97%                                     |
| Islam                                     | Islam                                     |                                           | 4,28%                                     | 4,28%                                     |
| Geen                                      | Geen                                      |                                           | 3,35%                                     | 3,35%                                     |
| Anders                                    | Anders                                    |                                           | 7,59%                                     | 7,59%                                     |

## Gemeente Nesebar

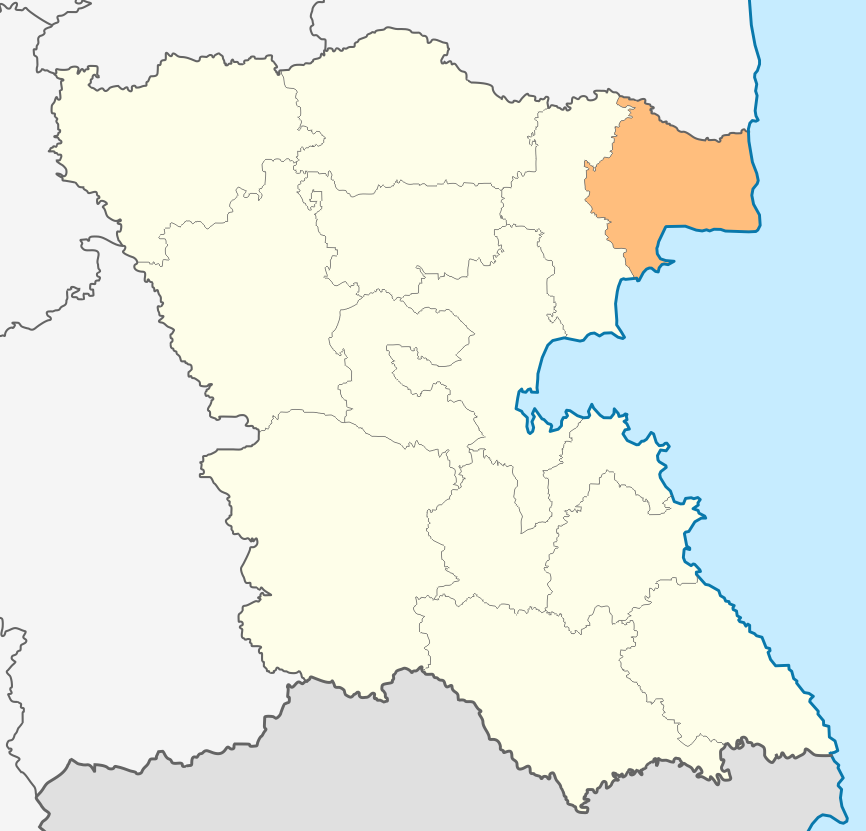
Ligging van de gemeente Nesebar in oblast Boergas.

De stad Nesebar is het administratieve centrum van de gemeente Nesebar. De gemeente Nesebar bestaat uit 14 nederzettingen: 3 steden en 11 dorpen. Dit zijn de volgende plaatsen:

#### Steden
- Nesebar
- Sveti Vlas
- Obzor

#### Dorpen
- Banja
- Emona
- Gjoeljovtsa
- Koznitsa
- Kosjaritsa
- Orizare
- Panitsovo
- Priseltsi
- Ravda
- Rakovskovo
- Tankovo

## Wandelroute
Nesebar is het eindpunt van wandelroute E3, die start in de Spaanse stad Santiago de Compostela.